# Ville de Broken Hill
Pour les articles homonymes, voir Broken Hill (homonymie).
La ville de Broken Hill (en anglais : City of Broken Hill) est une zone d'administration locale située dans l'État de Nouvelle-Galles du Sud en Australie.

## Géographie
La zone d'administration locale s'étend sur 170 km2 et comprend la seule ville de Broken Hill, située dans l'Outback et complètement entourée par la région du Far West.

## Histoire
À la suite d'une pétition adressée par les habitants au secrétaire colonial de Nouvelle-Galles du Sud, le district municipal de Broken Hill est créé le 22 septembre 1888 puis devient une municipalité de plein exercice en 1897. Enfin, Broken Hill est élevée au statut de ville (city) le 17 juillet 1907.

## Démographie
| 2001   | 2006   | 2011   | 2016   | 2021   |
| ------ | ------ | ------ | ------ | ------ |
| 20 274 | 19 361 | 18 517 | 17 708 | 17 588 |

## Politique et administration
La ville est administrée par un conseil de neuf membres élus au scrutin proportionnel pour quatre ans. Le maire est élu directement pour un mandat de même durée.
Après une enquête administrative, le conseil de la ville est suspendu en janvier 2007 et les affaires municipales gérées par un administrateur nommé par le gouvernement de Nouvelle-Galles du Sud. En décembre 2009, le conseil est rétabli et de nouvelles élections ont lieu.
À la suite des élections du 4 décembre 2021, le conseil est formé de huit indépendants et deux travaillistes.

### Liste des maires
| Période           | Période           | Identité       | Étiquette    | Qualité |
| ----------------- | ----------------- | -------------- | ------------ | ------- |
| 5 décembre 2009   | 10 septembre 2016 | Wincen Cuy     | Indépendant  |         |
| 10 septembre 2016 | janvier 2022      | Darriea Turley | Travailliste |         |
| 12 janvier 2022   | en fonction       | Tom Kennedy    | Indépendant  |         |